# Брамский, Казимир Антонович
Казимир Антонович Брамский (22 января 1935, с. Шарки, Хмельницкая область — 13 января 2025) — украинский инженер, историк городского электротранспорта Киева, исследователь Куренёвской трагедии. Член Национального союза журналистов Украины и Украинского общества охраны памятников истории и культуры.

## Биография
Родился 22 января 1935 года в крестьянской семье. В 1959 году окончил среднюю школу и поступил в Харьковский институт инженеров коммунального строительства, после окончания которого в 1964 году начал работать на инженерных должностях на городском электротранспорте Киева. С 1975 по 2015 год возглавлял технический отдел Трамвайно-троллейбусного управления, коммунального предприятия «Киевэлектротранс», коммунального предприятия «Киевпастранс». Внёс значительный вклад в строительство первой в СССР киевской линии скоростного трамвая.
Автор (соавтор, редактор) целого ряда публикаций по истории электротранспорта Киева и его персоналий. С 1967 года начал публиковаться в многотиражной газете «Киевский электротранспорт», технических журналах и периодической прессе. Автор статей «Трамвай» и «Троллейбус» в Энциклопедическом справочнике «Киев», который был издан к 1500-летию города Киева, статей в Энциклопедии Современной Украины: «Веклич Владимир Филиппович», «Гаккель Яков Модестович», «Дьяконов Василий Кириллович» и «Абрагамсон Артур Адольфович».
Внёс большой вклад в оформление экспозиции музея киевского электротранспорта. Им были оформлены персональные стенды, посвященные выдающимся электротранспортникам — Владимиру Векличу, Василию Дьяконову, Станиславу Бейкулу и Исааку Кацову. Им также оформлен стенд памяти основателю музея Лидии Ливинской.
Сделал большой вклад в исследование Куренёвской трагедии. По его совместной с директором музея киевского электротранспорта Ливинской Лидии Архиповны инициативе в память о погибших во время Куренёвской трагедии работников трамвайного депо возле его входа в 1995 году открыт Памятный знак, на территории предприятия оформлена часовня и составлен полный список погибших электротранспортников.
При подготовке к празднованию столетия первого в Восточной Европе киевского трамвая инициировал и организовал работы по созданию, изготовлению и установке Памятного знака. Знак был установлен и торжественно открыт 14 июня 1992 года на Почтовой площади.

При подготовке к празднованию 50-летия выхода на маршрут первого троллейбусного поезда изобретателя Владимира Веклича стал инициатором установки двух мемориальных табличек посвящённых этому событию, торжественное открытие которых состоялось 14 июня 2016 года.

## Общественно-политическая деятельность
Неоднократно выступал в прессе за сохранение памятников промышленной архитектуры Киева.

## Основные работы
- Бейкул С. П. Брамский К. А. Киевский трамвай 1892—1992 (к столетию со дня пуска в эксплуатацию). К.:Будівельник, 1992 — С. 71 Тираж 10 000 экз. ISBN 5-7705-0495-1 (укр.)
- Брамский К. А.  Киевскому трамваю 115 лет. — Киев, 2007 — 28 с., 99 ил. (укр.)
- Брамский К. А.  Веклич Владимир Филиппович // Энциклопедия современной Украины: в 25 т. / Под ред. И. М. Дзюбы и др. — Киев : 2005. — Т. 4. — С. 187 — ISBN 966-02-3354-X (укр.)
- Брамский К. А.  Дьяконов Василий Кириллович // Энциклопедия современной Украины: в 25 т. / Под ред. И. М. Дзюбы и др. — Киев : 2005. — Т. 8. — С. 584 (укр.)
- Брамский К. А. Первый в мире троллейбусный поезд // Городское хозяйство Украины. — 2013. — № 4. — С. 30-31. — ISSN 0130-1284 (укр.)
- Брамский К. А. Светлый ум и величие доктора Веклича // Городское хозяйство Украины. — 2003. — № 4. — С. 44-45. — ISSN 0130-1284 (укр.)
- Впервые в мире (Сборник воспоминаний о Владимире Филипповиче Векличе) /под. ред. К. А. Брамского К. А. Киев:2013 — 28 c. 12 ил. (укр.)
- Брамский К. А. Украинский троллейбус начинался так… // Городское хозяйство Украины. — 2005. — № 3. — С. 37-40. — ISSN 0130-1284 (укр.)
- Брамский К. А.  Троллейбусный транспорт столицы Украины. — Киев, 2005 — 20 с., 44 ил. (укр.)
- Брамский К. А. Троллейбусное депо № 2 столицы Украины — Киев −2006 — С. 10 (укр.)
- Брамский К. А. Троллейбусный поезд Владимира Веклича // газета «Всеукраинская техническая газета», 11 декабря 2003 г. (укр.)
- Брамский К. А. Киевский троллейбус в истории и перспективе // газета «Всеукраинская техническая газета», 22 сентября 2005 р. С. 6-7. (укр.)
- Брамский К. А. Первому в Украине киевскому троллейбусу 75 лет // Вопросы истории науки и техники. — 2011. — № 1. — С. 64-69. — ISSN 2077-9496 (укр.)
- Брамский К. А.  Памяти товарища Веклича Владимира Филипповича // газета «Киевский электротранспорт», 25 августа 1993 года. — С. 2. (укр.)
- Брамский К. А.  История электротранспорта города Киева в личностях К: 2001 — 60 с., 17 ил. (укр.)
- Брамский К. А. Технический отдел Киевского трамвайно-троллейбусного управления К: 2013 — 26 с., 30 ил. (укр.)
- Брамский К. А. Выпускники Харьковской академии городского хозяйства на столичном электротранспорте К: 2009 — 40 с., 33 ил. (укр.)
- Брамский К. А. Чем нам запомнился 2013-й год. — Киев : 2014. — 75 с., 98 ил. (укр.)
- Брамский К. А. Куренёвская трагедия К: 2011 — 26 с., 10 ил., 1 схема (укр.)
- Брамский К. А. Наш долгожитель. — Киев, 2007 — 32 с., 23 ил. (укр.)
- Статья «Киевский фуникулер» в венгерском журнале «Városi Közlekedés» («Городской транспорт»)
- Проспекты «Киевский скоростной трамвай», «Пассажирский транспорт г. Киева» и «Наземный пассажирский транспорт столицы Украины»
- Брамский К. А. «История развития общественного транспорта города Киева» на сайте «kievtransport.com.ua»  (укр.)
- Брамський К. А. «Памяти Веклича Владимира Филипповича посвящается» на сайте коорпорации «УКРЕЛЕКТРОТРАНС» (укр.). Дата обращения: 8 ноября 2013. Архивировано 9 июля 2015 года.
- Брамский К. А. Памятник промышленной архитектуры под угрозой уничтожения (укр.)
- Брамский К. А. Метровагон на . . . трамвайных путях // газета «Омнибус» № 5/6 2007 год